# Герб Джакарты
Герб Джакарты представляет собой официальную символику столицы Индонезии. 
Герб представляет собой геральдический щит синего цвета английской формы с жёлтым контуром. Верхняя часть щита окрашена в белый цвет. Между верхней и нижней частями щита проходит золотая полоса, фигурно изогнутая в виде купола. В центре щита на синем поле помещено изображение национального монумента Монас. В нижней части щита двумя белыми волнами символически изображено море. 